# 서드 아이 블라인드
서드 아이 블라인드(Third Eye Blind)는 미국 캘리포니아주 샌프란시스코 출신 록 밴드이다.

## 구성원
- 스테판 젠킨스(Stephan Jenkins) - 보컬, 기타
- 토니 프레디아넬리(Tony Fredianelli) - 기타
- 브래드 하그리브스(Brad Hargreaves) - 드럼

### 이전 멤버
- 케빈 카도건(Kevin Cadogan) - 기타
- 아리온 살라자르(Arion Salazar) - 베이스 기타

## 음반 목록

### 정규 음반
- 《Third Eye Blind》(1997년)
- 《Blue》(1999년)
- 《Out of the Vein》(2003년)
- 《Ursa Major》(2009년)
- 《Ursa Minor》(예정)

### 컴필레이션 음반
- 《A Collection》(2006년)